# 淘金坪乡
陶金坪乡，是中华人民共和国湖南省怀化市溆浦县下辖的一个乡镇级行政单位。

## 行政区划
陶金坪乡下辖以下地区：
乡门村、马鞍坪村、黄马田村、椒坪村、密江村、诏浩垴村、准溪村、火毛塘村、小湖村和令溪塘村。